# Nuhjakka (sjö i Heinola, Päijänne-Tavastland)
Nuhjakka är en sjö i kommunen Heinola i landskapet Päijänne-Tavastland i Finland. Sjön ligger 84,9 meter över havet. Arean är 64 hektar och strandlinjen är 11,22 kilometer lång. Sjön  ingår i Kymmene älvs huvudavrinningsområde.   Den ligger omkring 49 km nordöst om Lahtis och omkring 150 km nordöst om Helsingfors. 
I sjön finns ön Vanhanpiiansaari. 